# Chdir

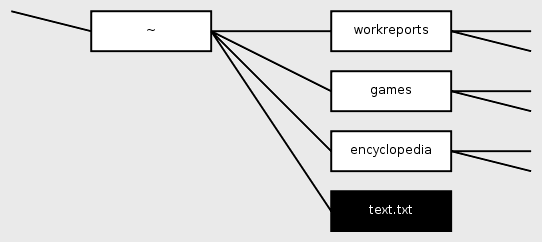
Árbol de directorios para ilustrar el ejemplo.

La orden chdir o cd (del inglés, change directory), es una orden utilizada en sistemas operativos DOS y UNIX para cambiar el directorio de trabajo. Se puede usar tanto en una línea de órdenes como en un script, ya sea la shell de UNIX o un BAT (archivo de procesamiento por lotes) de DOS. cd viene incluida en algunas shells de UNIX como Bourne shell, tcsh y bash.
Una carpeta o directorio es un lugar de almacenamiento lógico que sirve para guardar y administrar tanto archivos como otras carpetas. La orden cd puede subir al directorio de nivel superior que el actual, acceder a uno de nivel inferior, acceder al directorio raíz (/ en UNIX, \ en DOS) o llegar a cualquier ruta de directorios dada.

## Ejemplo
Por ejemplo, en UNIX:
```
  me@Wiki:~$ ls
  workreports games encyclopedia text.txt
  me@Wiki:~$ cd games
  me@Wiki:games$ 
```

El usuario está ahora en el directorio "games".

Lo mismo, pero en DOS, saldría así en pantalla:
```
  C:\> dir
  workrpts           <DIR>       Wed Oct 9th   9:01
  games              <DIR>       Tue Oct 8th  14:32
  encyclop           <DIR>       Mon Oct 1st  10:05
  text        txt           1903 Thu Oct10th  12:43
  C:\> cd games
  C:\games>
```

cd tiene efectos diferentes en sistemas operativos distintos si se usa sin argumentos. Por ejemplo, si se ejecuta sin argumentos en DOS, se muestra el directorio de trabajo actual. Si se hace lo mismo en UNIX, se envía al usuario a su directorio raíz.

## Otros usos
chdir() es también una función del Lenguaje de programación C de POSIX que cambia el directorio de trabajo.

CHDIR() también es una función de Basic y Visual Basic que cambia el directorio de trabajo.